# ソユーズTMA-1

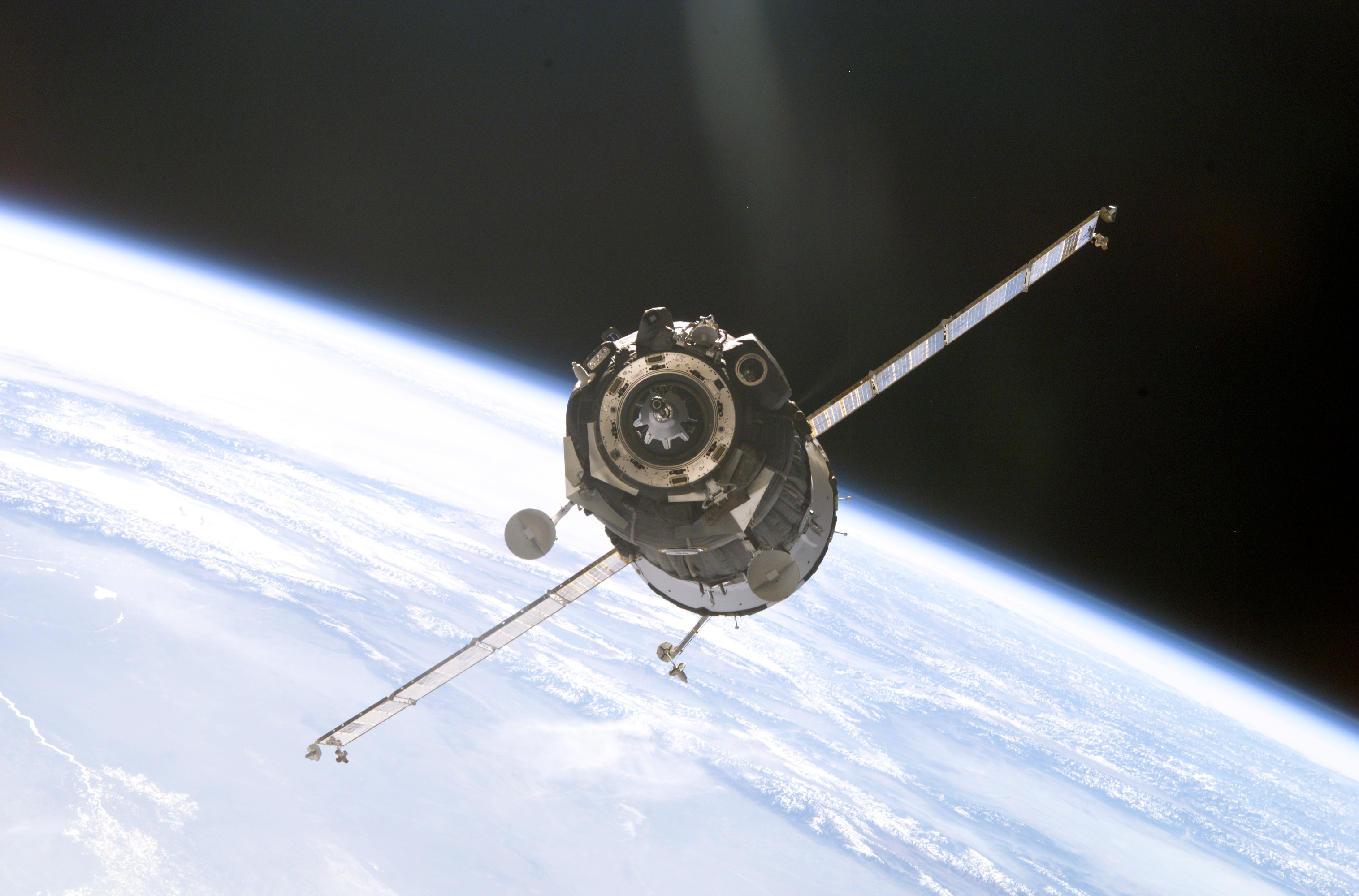
ISSとのドッキング体勢に入ったソユーズTMA-1

ソユーズTMA-1 (Союз TMA-1 / Soyuz TMA-1) は、ロシアのソユーズとしては5回目の国際宇宙ステーション (ISS) への飛行ミッション。コールサインは「エニセイ」。ソユーズFGによって打ち上げられた。

## 乗組員

### 打上げ時
- セルゲイ・ザリョーチン (2) -  ロシア
- フランク・ディベナ (1) -  ベルギー（欧州宇宙機関）
- ユーリ・ロンチャコフ (2) -  ロシア

### 帰還時（ISS第6次長期滞在）
- ニコライ・ブダーリン (3) -  ロシア
- ケネス・バウアーソックス (5) - USA
- ドナルド・ペティ (1) - USA

## ISSとのドッキング
- 結合 2002年11月1日、05:01 UTC（ピアース）
- 分離 2003年5月3日、22:43 UTC

## ミッションハイライト
ソユーズTM-34が最後の打ち上げとなったソユーズTM型に代わる、ソユーズTMA型の初飛行でもある。
2001年春、宇宙ステーションへの輸送ミッションを2002年10月に行うことが計画された。当初、乗組員は船長のセルゲイ・ザリョーチンとフライトエンジニアのフランク・ディベナになる予定だったが、2002年2月に、アメリカ合衆国のミュージシャンであるランス・バスがロシアの宇宙船で1週間の宇宙飛行への参加に興味を示していることが報じられた。しかし、2002年9月までに契約の条件が満たされなかったため、ランス・バスの訓練は中止され、このミッションの計画は中止された。ランス・バスの代わりには、ロシア人宇宙飛行士のユーリ・ロンチャコフが搭乗した。
ザリョーチンら3名は11月10日にソユーズTM-34で帰還した。
第6次長期滞在クルーは11月24日にSTS-113（エンデバー）で打ち上げられ、第5次長期滞在クルーと交替した。彼らが軌道上にいる間の2003年2月にコロンビア号空中分解事故が起こり、ISSの滞在者の交代のプロセスに大きな変化が生じた。2005年7月にスペースシャトルの運行が再開されるまで、ソユーズはISSへの往来の唯一の手段であった。

### 弾道突入
ソユーズTMA-1は2003年5月4日にISSから離れ、地球に戻った。帰還時にコントロールシステムに技術的な異常が生じたため、緩やかに制御しながらの再突入と降下ができなかった。このため弾道突入となり、機体は目標地点より約460kmも手前に着陸し、クルーは通常の揚力突入の3Gを超える8Gの減速度に晒された。また降下中にアンテナ1本が剥がれ落ち、残りの2本は伸展しなかったため、ソユーズカプセルとの通信が断絶した。着陸後に緊急時用の送信機を用いることで、ようやく通信が回復した。これを教訓として、以降の乗組員はイリジウム衛星電話を持つようになった。
これ以降のソユーズTMAのミッションは、ソユーズTMA-10とソユーズTMA-11を除いて、再突入時にコントロールが失われて弾道突入することはなかった。